# Schlacht bei Paneion
Die Schlacht bei Paneion (altgriechisch Πάνειον, auch Πανειάς Pane(i)as) war eine Auseinandersetzung zwischen den Seleukiden unter Antiochos III. Megas und den Ptolemäern unter Skopas. 
Erstmals wird die Schlacht bei Zenon von Rhodos erwähnt, einem General des seleukidischen Heeres. Der Bericht des Xenon fand wiederum Eingang in die Historien des Polybios. Seiner, wenn auch ungenauen, Schilderung lässt sich entnehmen, dass die Seleukiden die Ägypter vor allem mit ihren Kataphrakten besiegen konnten. Diese gepanzerten Reiter vernichteten zuerst die ägyptische Kavallerie und griffen danach die Infanterie der Ptolemäer in deren Rücken an, die daraufhin floh. 
Der Sieg der Seleukiden stellt einen Wendepunkt des fünften syrischen Krieges dar. Nach der Niederlage der Ptolemäer konnten die Seleukiden die Levante dauerhaft für sich beanspruchen. 